# James D. Watkins
James David Watkins, född 7 mars 1927 i Alhambra, Kalifornien, död 26 juli 2012 i Alexandria, Virginia, var en amerikansk sjöofficer (4-stjärnig amiral) som var chef för USA:s flotta från 1982 till pensionsavgång 1986.
Efter pensioneringen utsågs amiral Watkins till USA:s energiminister i George H.W. Bushs administration och tjänstgjorde som sådan från 1989 till 1993.

## Biografi
Efter examen 1949 från United States Naval Academy, tjänstgjorde Watkins på ubåtar under Koreakriget. Watkins tjänstgjorde under amiral Hyman G. Rickover i utvecklingsfasen av flottans atomdriftsprogram. 1958 erhöll han en masterexamen i maskinteknik från Naval Postgraduate School i Monterey, Kalifornien.
Watkins var sekond för dieselutbåten USS Barbero, därefter sekond och sedermera fartygschef för attackubåten USS Snook (SSN-592), som blev första atomubåten att göra örlogsbesök i Japan samt i Sydkorea. Han var sekond för den atomdrivna kryssaren USS Long Beach (CGN-9) under Vietnamkriget som i Tonkinbukten 1968 understödde Task Force 72.
Som flaggman var Watkins chef för Bureau of Naval Personnel, befälhavare för Sjätte flottan, samt befälhavare för Stillahavsflottan. USA:s president Ronald Reagan utnämnde amiral Watkins 1982 till Chief of Naval Operations, den högsta yrkesmilitära befattningen inom flottan med ledamotskap i Joint Chiefs of Staff. Watkins tid som CNO överlappade helt med John Lehmans tid som USA:s marinminister.
Efter pension utsåg president Ronald Reagan amiral Watkins till att leda en kommission om HIV-viruset (Watkinskommissionen) 1987-88.
Watkins var USA:s energiminister mellan 1989 och 1993.